# Catalina Mórtola
Catalina Teodomira Mórtola de Bianchi (La Boca, Buenos Aires, 30 de julio de 1889 - Buenos Aires, 22 de agosto de 1966), llamada por sus colegas Cata Mórtola, fue una pintora y aguafuertista argentina pionera en el arte del grabado y muy reconocida en su país.
Egresó de la Academia Nacional de Bellas Artes.

## Trayectoria
En muchas de sus obras, Mórtola representó paisajes típicos del barrio de La Boca. También representó desnudos femeninos. Tuvo su auge en las décadas de 190 y 1930.
Mórtola fundó el primer Museo de Grabadores Argentinos.

## Reconocimientos
El Premio Nacional de Grabado se llama Cata Mórtola de Bianchi en su honor.